# L'incubo di Topolino
L'incubo di Topolino (Mickey's Nightmare) è un film del 1932 diretto da Burt Gillett. È un cortometraggio animato della serie Mickey Mouse, prodotto dalla Walt Disney Productions e uscito negli Stati Uniti il 13 agosto 1932, distribuito dalla United Artists. Fu il primo film Disney distribuito dalla United Artists (invece della Columbia Pictures). Per l'occasione vennero utilizzati dei nuovi titoli di testa e di coda.
Nel marzo 2000 il corto venne inserito nello speciale in VHS I capolavori di Minni, senza i titoli di testa e di coda.

## Trama
Dopo la consueta preghiera, Topolino va a dormire. Mentre viene leccato da Pluto, comincia a sognare di sposare Minni e di ricevere una cucciolata di figli da uno stormo di cicogne. I figli di Topolino iniziano a giocare in modo scalmanato e pericoloso, lanciando coltelli e utensili taglienti contro il padre e usando la vernice per imbrattare la casa, utilizzando addirittura le code degli animali come pennello per stendere il colore sui vari mobili. Alla fine Topolino si sveglia, sollevato e felice di non essersi sposato.

## Distribuzione

### Edizione italiana
Esistono due edizioni italiane del corto. In DVD è stata inclusa l'edizione originale, senza doppiaggio italiano. Quella trasmessa in TV è invece doppiata in italiano e colorata al computer. Mentre nel doppiaggio originale i figli di Topolino lo chiamano "papà", in quello italiano lo chiamano per nome.

## Edizioni home video

### VHS
- Serie oro - Minni, dicembre 1985
- I capolavori di Minni, marzo 2000 (senza i titoli di testa e di coda e nella sua versione colorata al computer)

### DVD
Il cortometraggio è incluso nel DVD Walt Disney Treasures: Topolino in bianco e nero, senza doppiaggio italiano.